# Fernando García Sánchez
Fernando García Sánchez, né à Grenade le 25 septembre 1953 , est un officier espagnol, amiral, chef d'État-Major des armées depuis le 31 décembre 2011 en remplacement de José Julio Rodríguez Fernández et a été remplacé le 24 mars 2017 par le général Fernando Alejandre Martínez (es).  

## Carrière
Il est entré à l' École militaire navale en 1971 et a été promu au poste d' amiral général en 2011 .